# Utz, la passion de l'art
Pour les articles homonymes, voir Utz.
Pour plus de détails, voir Fiche technique et Distribution.
Utz, la passion de l'art est un film dramatique allemand réalisé par George Sluizer, produit par John Goldschmidt, avec Brenda Fricker, Peter Riegert et Armin Mueller-Stahl dans les rôles principaux et sorti en 1992. Le scénario du film est tiré du roman Utz (1988) de Bruce Chatwin, qui a également co-écrit le scénario.
Pour son interprétation du baron Kaspar Joachim von Utz, Armin Mueller-Stahl remporte l'Ours d'argent au 42e Festival international du film de Berlin.

## Fiche technique
Pendant la Guerre froide le marchand d'art Marius Fisher se rend à Prague après la mort d'un ami, le baron von Utz, grand collectionneur de porcelaine de Meissen, dans l'espoir d'obtenir quelques-unes des pièces de l'inestimable collection du baron. Il rencontre un ami commun, Orlik, qui lui apprend le passé du baron, notamment sa lutte pour conserver sa collection intacte, mais qui est maintenant introuvable. Et en effet, Utz a détruit l'intégralité de sa collection sur son lit de mort.

## Distribution
- Armin Mueller-Stahl : baron Kaspar Joachim von Utz
- Brenda Fricker : Marta
- Peter Riegert : Marius Fisher
- Paul Scofield : docteur Vaclav Orlik
- Gaye Brown : Ada Krasova
- Miriam Karlin : grand-mère
- Pauline Melville : conservatrice
- Adrian Brine : maître d'hôtel
- Peter Mackriel : gardien
- Caroline Guthrie : Marta jeune
- Clark Dunbar : docteur
- Christian Mueller-Stahl : Utz, âgé de 18 ans
- Jakub Zdenek : Utz, âgé de 11 ans
- Christian Rabe : Utz, âgé de 5 ans
- Anthony Donovan : commissaire-priseur
- Marjol Flore : chanteur français
- Vittoria Tarlow : dame de haute taille
- Harriet Robinson : dame américaine
- Bonnie Williams : secrétaire
- Hildegard Hötte : photographe
- James Curran : sommelier
- Michaela Vítková : dame argentine
- Dagmar Maskova : diva
- Lenka Smidova : diva
- Sona Vesela : diva